# دیتمار اشمیت
دیتمار اشمیت (انگلیسی: Dietmar Schmidt؛ زادهٔ ۲۹ آوریل ۱۹۵۲) بازیکن هندبال اهل آلمان بود.